# آزمایش غیراخلاقی انسانی در ایالات متحده

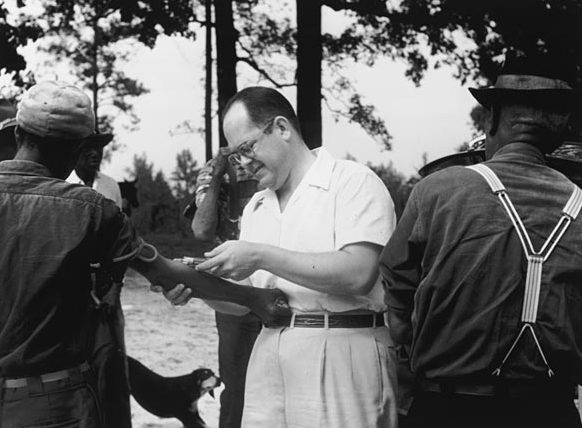
یکی از آزمودنی‌های آزمایش سیفلیس تاسکگی از او خون گرفتند، ۱۹۵۳

آزمایش‌های متعددی که در ایالات متحده بر روی آزمودنی های انسانی انجام شد، غیراخلاقی تلقی می‌شوند، زیرا به‌طور غیرقانونی یا بدون اطلاع، رضایت یا رضایت آگاهانه آزمودنی‌ها انجام شده‌اند. چنین آزمایش‌هایی در طول تاریخ آمریکا انجام شد، اما بیشتر آنها در قرن بیستم انجام شد. این آزمایش‌ها شامل قرار گرفتن انسان در معرض بسیاری از سلاح‌های شیمیایی و بیولوژیکی (از جمله عفونت‌های ناشی از بیماری‌های کشنده یا ناتوان‌کننده)، آزمایش‌های تشعشعهای انسانی، تزریق مواد شیمیایی سمی و رادیواکتیو، آزمایش‌های جراحی، آزمایش‌های بازجویی و شکنجه، آزمایش‌هایی که شامل مواد تغییردهنده ذهن بود. بسیاری از این آزمایش‌ها بر روی کودکان، بیماران و افراد ناتوان ذهنی، اغلب تحت عنوان «درمان پزشکی» انجام شد. در بسیاری از تحقیق‌ها، بخش بزرگی از افراد فقیر، اقلیت‌های نژادی یا زندانی بودند.
بسیاری از این آزمایش‌ها قوانین ایالات متحده را نقض می‌کردند. برخی دیگر توسط سازمان‌های دولتی یا عناصر سرکش آن، از جمله مراکز کنترل بیماری، ارتش ایالات متحده، و آژانس اطلاعات مرکزی حمایت می‌شدند، یا توسط شرکت‌های خصوصی که در فعالیت‌های نظامی شرکت داشتند، حمایت مالی می‌شدند. برنامه‌های تحقیق‌های انسانی معمولاً بسیار محرمانه بود و بدون اطلاع یا مجوز کنگره انجام می‌شد و در بسیاری از موارد اطلاعات مربوط به آنها تا سالها پس از انجام تحقیق‌ها منتشر نمی‌شد.
پیامدهای اخلاقی، حرفه ای و قانونی این امر در جامعه پزشکی و علمی ایالات متحده بسیار قابل توجه بود و منجر به بسیاری از مؤسسات و سیاست‌هایی شد که تلاش کردند تا اطمینان حاصل کنند که تحقیق‌ها آتی در مورد موضوع انسانی در ایالات متحده اخلاقی و قانونی خواهد بود. خشم عمومی در اواخر قرن بیستم به دلیل کشف آزمایش‌های دولتی بر روی انسان‌ها منجر به تحقیق‌ها و جلسات متعدد کنگره شد، از جمله کمیته کلیسا و کمیسیون راکفلر، هر دو در سال ۱۹۷۵، و کمیته مشورتی آزمایش‌های تشعشعهای انسانی در سال ۱۹۹۴.
در طول دهه ۱۸۴۰، جی. ماریون سیمز، که اغلب از او به عنوان "پدر علم زنان " یاد می‌شود، بدون بیهوشی بر روی زنان برده شده آفریقایی آزمایش‌های جراحی انجام داد. این زنان - که یکی از آنها ۳۰ بار تحت عمل جراحی قرار گرفت - در نهایت به دلیل عفونت‌های حاصل از آزمایش‌ها جان خود را از دست دادند. دوره‌ای که سیمز بر روی برده‌های زن عمل می‌کرد، بین سال‌های ۱۸۴۵ تا ۱۸۴۹، دوره‌ای بود که طی آن عمل جدید بیهوشی به‌عنوان ایمن و مؤثر پذیرفته نشد. برای یک آزمون تئوری‌های او در مورد علل تریسموس در نوزادان، سیمز آزمایش که در آن او با استفاده از یک کفاش انجام درفش به حرکت در اطراف استخوان‌های جمجمه از نوزادان زنان به بردگی گرفته شده. ادعا شده‌است که او زنان را در آزمایش‌های جراحی خود به مورفین معتاد کرده‌است و فقط پس از اتمام عمل جراحی، داروها را برای سازگاری بیشتر آنها ارائه می‌کند. نظر مخالفی توسط جراح زنان و انسان‌شناس LL Wall ارائه شده‌است: «به نظر می‌رسد استفاده سیمز از تریاک پس از عمل توسط شیوه‌های درمانی زمان او به خوبی پشتیبانی شده‌است، و رژیمی که او استفاده می‌کرد با اشتیاق بسیاری از جراحان معاصر حمایت می‌شد».
در سال ۱۸۷۴، مری رافرتی، یک خدمتکار ایرلندی، برای درمان ضایعه روی سرش به دکتر رابرتز بارتولو از بیمارستان سامری خوب در سینسیناتی، اوهایو آمد. ضایعه به عنوان یک زخم سرطانی تشخیص داده شد و درمان‌های جراحی انجام شد. بارتولو وضعیت رافرتی را پایانی می‌دانست، اما احساس می‌کرد فرصتی برای تحقیق وجود دارد. او سوزن‌های الکترود را در ماده در معرض مغز او فروکرد تا پاسخ‌های او را بسنجد. این کار بدون قصد درمان او انجام شد. اگرچه رافرتی سه روز بعد از کما ناشی از آزمایش خارج شد، اما روز بعد در اثر تشنج شدید درگذشت. بارتولو آزمایش خود را اینگونه توصیف کرد:
وقتی سوزن وارد ماده مغزی شد، از درد حاد در ناحیه گردن شکایت کرد. برای ایجاد واکنش‌های قاطع‌تر، قدرت جریان افزایش یافت. چهره او ناراحتی شدیدی را نشان داد و شروع به گریه کرد. خیلی زود، دست چپ دراز شد، انگار در حال گرفتن شیئی در مقابل او بود. بازو در حال حاضر با اسپاسم کلونیک تحریک شده بود. چشمانش ثابت شد و مردمک‌هایش به شدت گشاد شد. لب‌هایش آبی بود و از دهانش کف می‌کرد. تنفس او سخت شد. او هوشیاری خود را از دست داد و به شدت در سمت چپ تشنج شد. این تشنج پنج دقیقه طول کشید و پس از آن به کما رفت. او در بیست دقیقه از شروع حمله به هوش آمد و از ضعف و سرگیجه شکایت کرد. گزارش تحقیق‌های دکتر بارتولو
در کالبد شکافی بعدی، بارتولو خاطرنشان کرد که برخی از آسیب‌های مغزی به دلیل الکترودها رخ داده‌است، اما او به دلیل سرطان فوت کرده‌است. بارتولو توسط پزشکان همکار مورد انتقاد قرار گرفت و انجمن پزشکی آمریکا رسماً آزمایش‌های او را محکوم کرد زیرا او آسیب مستقیمی به بیمار وارد کرده بود، نه در تلاش برای درمان او، بلکه صرفاً برای کسب دانش. با موافقت اخذ شده موارد دیگری نیز مطرح شد. اگرچه او «موافقت شاد» را به این روش داد، اما به عنوان «ضعف» توصیف شد (که ممکن است تا حدی به دلیل تأثیرات تومور بر روی مغز او باشد) و احتمالاً کاملاً متوجه نشده بود. بارتولو از اقدامات خود عذرخواهی کرد و ابراز تأسف کرد که برخی از دانش «به قیمت آسیب رساندن به بیمار» به دست آمده‌است.
در سال ۱۸۹۶، دکتر آرتور ونتورث، بدون اطلاع یا رضایت والدینشان، در بیمارستان کودکان بوستون (در حال حاضر بیمارستان کودکان بوستون) در بوستون، ماساچوست، روی ۲۹ کودک خردسال ضربه‌های ستون فقرات انجام داد تا دریابد که آیا انجام این کار مضر است یا خیر.
از سال ۱۹۱۳ تا ۱۹۵۱، دکتر لئو استنلی، جراح ارشد در زندان سن کوئنتین، آزمایش‌های متنوعی را روی صدها زندانی در سان کوئنتین انجام داد. بسیاری از آزمایش‌ها شامل ایمپلنت‌های بیضه بود، جایی که استنلی بیضه‌ها را از زندانیان اعدام شده بیرون می‌آورد و آنها را با جراحی در زندانیان زنده کاشت می‌کرد. در آزمایش‌های دیگر، او تلاش کرد تا بیضه قوچ، بز و گراز را در زندانیان زنده کاشته کند. استنلی همچنین آزمایش‌های مختلف اصلاح نژاد و عقیم‌سازی اجباری را بر روی زندانیان سن کوئنتین انجام داد. استنلی بر این باور بود که آزمایش‌های او باعث جوان‌سازی مردان مسن،کنترل جنایت‌هایی (که به عقیده او دلایل بیولوژیکی دارند) را کنترل می‌کند و از تولید مثل افراد «ناشایست» جلوگیری می‌کند.
از سال ۱۹۵۵ تا ۱۹۶۰، بیمارستان ایالتی سونوما در شمال کالیفرنیا به عنوان یک مکان دائمی برای کودکان ناتوان ذهنی با تشخیص فلج مغزی یا اختلالات کمتر عمل کرد. کودکان متعاقباً بدون رضایت بزرگسالان تحت آزمایش‌های دردناکی قرار گرفتند. به بسیاری از آنها شیرهای ستون فقرات داده شد «که هیچ سود مستقیمی دریافت نکردند.» خبرنگاران ۶۰ دقیقه دریافتند که در این پنج سال، مغز هر کودک فلج مغزی که در ایالت سونوما فوت کرده بود، برداشته شده و بدون رضایت والدین مورد مطالعه قرار گرفته‌است.

## پاتوژن‌ها، بیماری‌ها و عوامل جنگ بیولوژیکی

### اواخر قرن ۱۹
در دهه ۱۸۸۰، در هاوایی، یک پزشک کالیفرنیایی که در بیمارستان جذامیان کار می‌کرد، به شش دختر زیر ۱۲ سال سیفلیس تزریق کرد.
در سال۱۸۹۵، هنری هیمن، متخصص اطفال شهر نیویورک، عمداً دو پسر معلول ذهنی یکی چهارساله و دیگری شانزده ساله را به عنوان بخشی از یک آزمایش پزشکی به سوزاک مبتلا کرد. مروری بر ادبیات پزشکی اواخر قرن نوزدهم و اوایل قرن بیستم بیش از ۴۰گزارش از عفونت‌های تجربی با کشت سوزاک را نشان داد، از جمله مواردی که ارگانیسم‌های سوزاک در چشم‌های کودکان بیمار اعمال می‌شدند.
پزشکان ارتش ایالات متحده در فیلیپین پنج زندانی را به طاعون بوبونیک آلوده کردند و در ۲۹زندانی بری بری ایجاد کردند. چهار نفر از افراد مورد آزمایش در نتیجه فوت کردند. در سال۱۹۰۶، پروفسور ریچارد پی استرانگ از دانشگاه هاروارد عمداً ۲۴ زندانی فیلیپینی را به وبا مبتلا کرد که به نوعی به طاعون بوبونیک آلوده شده بودند. او این کار را بدون رضایت بیماران و بدون اطلاع آنها از کاری که انجام می‌دهد انجام داد. همه افراد بیمار شدند و ۱۳نفر مردند.

### اوایل قرن بیستم
در سال۱۹۰۸، سه محقق فیلادلفیا ده‌ها کودک را در یتیم‌خانه سنت وینسنت در فیلادلفیا، پنسیلوانیا به توبرکولین آلوده کردند که باعث کوری دائمی در برخی از کودکان و ضایعات دردناک و التهاب چشم‌ها در بسیاری دیگر شد. در این مطالعه، آنها از کودکان به عنوان «مواد استفاده شده» یاد می‌کنند.
در سال۱۹۰۹، فرانک کرازیر نولز مطالعه‌ای را در مجله انجمن پزشکی آمریکا منتشر کرد که در آن توضیح داد که چگونه عمداً دو کودک را در یک یتیم‌خانه به مولوسکوم کونتاژیوزوم ویروسی که باعث رشد زگیل مانند می‌شود اما معمولاً به‌طور کامل ناپدید می‌شود پس از شیوع در این بیماری آلوده کرده‌است. یتیم خانه، برای مطالعه بیماری.
در سال ۱۹۱۱، دکتر هیدیو نوگوچی از موسسه تحقیق‌ها پزشکی راکفلر در منهتن، شهر نیویورک به ۱۴۶ بیمار بیمارستانی (که برخی از آنها کودک بودند) عصاره سیفلیس تزریق کرد. والدین برخی از کودکانی که گفته می‌شود در نتیجه آزمایش‌های او به سیفلیس مبتلا شده‌اند، بعداً از او شکایت کردند.
آزمایش سیفلیس تاسکگی ("مطالعه تاسکگی در مورد سیفلیس درمان نشده در مرد سیاهپوست") یک مطالعه بالینی بود که بین سال های۱۹۳۲ و ۱۹۷۲ در تاسکگی، آلاباما، توسط سرویس بهداشت عمومی ایالات متحده انجام شد. در این آزمایش، ۳۹۹مرد سیاهپوست فقیر مبتلا به سفلیس توسط محققان پیشنهاد «درمان» دریافت کردند، آنها به آزمودنی‌های آزمایش نگفتند که مبتلا به سیفلیس هستند و درمان بیماری را به آنها ندادند، بلکه فقط آنها را مطالعه کردند تا پیشرفت را ترسیم کنند. از بیماری در سال ۱۹۴۷،پنی سیلین به عنوان درمان در دسترس قرار گرفت، اما کسانی که این مطالعه را انجام دادند، شرکت کنندگان در مطالعه را از دریافت درمان در جاهای دیگر جلوگیری کردند و به آنها در مورد وضعیت واقعی خود دروغ گفتند تا بتوانند اثرات سیفلیس را بر بدن انسان مشاهده کنند. در پایان مطالعه در سال۱۹۷۲، تنها ۷۴نفر از افراد مورد آزمایش زنده بودند. ۲۸نفر از ۳۹۹مرد اصلی بر اثر سیفلیس فوت کرده بودند، ۱۰۰ نفر به دلیل عوارض مربوطه مرده بودند، ۴۰نفر از همسرانشان مبتلا شده بودند و ۱۹نفر از فرزندانشان با سیفلیس مادرزادی متولد شدند. این مطالعه تا سال۱۹۷۲ تعطیل نشد، زمانی که وجود آن به مطبوعات درز کرد و محققان را مجبور به توقف در مواجهه با اعتراض عمومی کرد.

### دهه ۱۹۴۰
در سال۱۹۴۱، در دانشگاه میشیگان، ویروس شناسان توماس فرانسیس، جوناس سالک و سایر محققان عمداً با اسپری کردن ویروس در مجرای بینی، بیماران در چندین مؤسسه روانی میشیگان را با ویروس آنفولانزا آلوده کردند. فرانسیس پیتون روس، مستقر در مؤسسه راکفلر و سردبیر مجله پزشکی تجربی، در مورد این آزمایش‌های به فرانسیس نوشت:
اگر مقاله خود را در جای دیگری غیر از مجله پزشکی تجربی منتشر کنید، ممکن است شما را از دردسر نجات دهد. ژورنال دائماً تحت نظارت ضد حیات گرایان است که در بیان این واقعیت که شما برای آزمایش‌های خود از انسان‌های یک نهاد دولتی استفاده کرده‌اید تردیدی ندارند. اینکه آزمون‌ها کاملاً موجه بودند، ناگفته نماند.
روس از دهه۱۹۳۰، زمانی که احیای جنبش ضد حیات گرایی فشار را علیه آزمایش‌های انسانی خاص افزایش داد، به دقت مقالاتی را که منتشر می‌کرد، زیر نظر داشت.
در سال ۱۹۴۱، دکتر ویلیام سی بلک یک نوزاد دوازده‌ماهه را با تبخال تلقیح کرد که «به عنوان داوطلب پیشنهاد شد». او تحقیق‌ها خود را به مجله پزشکی تجربی ارسال کرد که این یافته‌ها را به دلیل روش‌های تحقیق مشکوک اخلاقی مورد استفاده در مطالعه رد کرد. روس این آزمایش را «سوء استفاده از قدرت، نقض حقوق یک فرد، و غیرقابل بخشش» خواند زیرا بیماری پس از آن پیامدهایی برای علم داشت. این مطالعه بعداً در مجله پیدی اکترس منتشر شد.
مطالعه مالاریا در زندان استیت ویل یک مطالعه کنترل شده از اثرات مالاریا بر روی زندانیان زندان استیت ویل در نزدیکی جولیت، ایلینوی بود که از دهه ۱۹۴۰ شروع شد. این مطالعه توسط دپارتمان پزشکی (اکنون دانشکده پزشکی پریتزکر) در دانشگاه شیکاگو با همکاری ارتش ایالات متحده و وزارت امور خارجه ایالات متحده انجام شد. در محاکمه نورنبرگ، پزشکان نازی سابقه آزمایش مالاریا را به عنوان بخشی از دفاع خود ذکر کردند. این مطالعه به مدت ۲۹ سال در زندان استیت ویلادامه یافت. در تحقیق‌ها مرتبط از سال۱۹۴۴ تا۱۹۴۶، دکتر آلف آلوینگ، نفرولوژیست و استاد دانشکده پزشکی دانشگاه شیکاگو، عمداً بیماران روان‌پزشکی در بیمارستان دولتی ایلینوی را مبتلا به مالاریا کرد تا بتواند درمان‌های تجربی را روی آنها آزمایش کند.
در مطالعه‌ای در سال‌های ۱۹۴۶ تا ۱۹۴۸ در گواتمالا، محققان آمریکایی از روسپی‌ها برای آلوده کردن زندانیان، بیماران مجنون و سربازان گواتمالایی به سیفلیس و سایر بیماری‌های مقاربتی استفاده کردند تا اثربخشی پنی‌سیلین را در درمان بیماری‌های مقاربتی آزمایش کنند. آنها بعداً سعی کردند افراد را با «تلقیح‌های مستقیم ساخته شده از باکتری سیفلیس که در آلت تناسلی مردان و روی ساعدها و صورت‌هایی که کمی ساییده شده بود یا در موارد معدودی از طریق سوراخ‌های ستون فقرات ریخته می‌شد» آلوده کنند. تقریباً ۷۰۰نفر به عنوان بخشی از این مطالعه (از جمله کودکان یتیم) آلوده شدند. این مطالعه توسط خدمات بهداشت عمومی، مؤسسه ملی بهداشت، دفتر بهداشتی بهداشت پان آمریکن (در حال حاضر سازمان بهداشت پان آمریکایی سازمان جهانی بهداشت) و دولت گواتمالا حمایت شده‌است. این تیم توسط جان چارلز کاتلر رهبری می‌شد که بعدها در آزمایش‌های سیفلیس تاسکگی شرکت کرد. کاتلر این مطالعه را در گواتمالا انتخاب کرد زیرا اجازه انجام آن در ایالات متحده را نداشت. در سال ۲۰۱۰، زمانی که این تحقیق فاش شد، ایالات متحده رسماً از گواتمالا به دلیل این تحقیق‌ها عذرخواهی کرد. شکایتی علیه دانشگاه جان هاپکینز، بریستول مایرز اسکوئیب و بنیاد راکفلر به اتهام دخالت در این مطالعه آغاز شده‌است.

### دهه ۱۹۵۰
در سال ۱۹۵۰، برای انجام شبیه‌سازی یک حمله جنگی بیولوژیکی، نیروی دریایی ایالات متحده مقادیر زیادی از باکتری سراشیا که در آن زمان بی‌ضرر تلقی می‌شد را در طول پروژه ای به نام عملیات اسپری دریا روی شهر سانفرانسیسکو اسپری کرد. تعداد زیادی از شهروندان به بیماری‌های شبه ذات‌الریه مبتلا شدند و حداقل یک نفر در نتیجه آن جان باخت. خانواده فرد فوت شده از دولت به دلیل سهل انگاری فاحش شکایت کردند، اما یک قاضی فدرال در سال ۱۹۸۱ به نفع دولت رای داد. آزمایشهای سراتیا حداقل تا سال ۱۹۶۹ ادامه یافت.
همچنین در سال ۱۹۵۰، دکتر جوزف استوکس از دانشگاه پنسیلوانیا به‌طور عمدی ۲۰۰زن زندانی را به هپاتیت ویروسی مبتلا کرد.
از دهه۱۹۵۰ تا۱۹۷۲، کودکان ناتوان ذهنی در مدرسه ایالتی ویلوبروک در استاتن آیلند، نیویورک، عمداً به هپاتیت ویروسی مبتلا شدند تا تحقیق‌های که هدف آن کمک به کشف واکسن بود. از سال۱۹۶۳ تا۱۹۶۶، سائول کروگمن از دانشگاه نیویورک به والدین کودکان دارای معلولیت ذهنی قول داد که فرزندانشان در ازای امضای فرم رضایت برای اقداماتی که به ادعای او «واکسیناسیون» است، در ویلوبروک ثبت نام کنند. در حقیقت، این روش‌ها شامل آلوده کردن عمدی کودکان به هپاتیت ویروسی با تغذیه آنها با عصاره ساخته شده از مدفوع بیماران مبتلا به این بیماری بود.
در سال ۱۹۵۲، چستر ام ساوتام، محقق موسسه اسلون-کترینگ، سلول‌های سرطانی زنده را که به سلول‌های هلا معروف هستند، به زندانیان زندان ایالت اوهایو و بیماران سرطانی تزریق کرد. همچنین در اسلون کترینگ، به ۳۰۰زن سالم سلول‌های سرطانی زنده بدون اینکه به آنها گفته شود تزریق شد. پزشکان اظهار داشتند که در آن زمان می‌دانستند که ممکن است باعث سرطان شود.
در سال۱۹۵۳، دکتر فرانک اولسون و چند تن دیگر از همکارانش ناآگاهانه به عنوان بخشی از آزمایش سیا، پروژه ام‌کی‌اولترا، ال اس دی مصرف کردند. اولسون ۹روز بعد پس از سقوط از پنجره هتل در شرایط مشکوک جان خود را از دست داد.
سانفرانسیسکو کرونیکل،۱۷دسامبر۱۹۷۹، ص. ۵ ادعای کلیسای ساینتولوژی را گزارش کرد که سیا یک آزمایش جنگ بیولوژیکی در فضای باز را در سال۱۹۵۵ در نزدیکی تامپا، فلوریدا، و جاهای دیگر در فلوریدا با باکتری سیاه سرفه انجام داد. گفته می‌شود که این آزمایش، عفونت‌های سیاه سرفه را در فلوریدا سه برابر کرده و به بیش از یک هزار مورد رسانده و باعث افزایش مرگ و میر ناشی از سیاه سرفه در این ایالت از یک به ۱۲مورد نسبت به سال گذشته شده‌است. این ادعا در تعدادی از منابع متأخر ذکر شده‌است، اگرچه اینها هیچ مدرک حمایتی دیگری اضافه نکردند.
در طول دهه ۱۹۵۰، ایالات متحده یک سری آزمایش‌های میدانی را با استفاده از سلاح‌های حشره‌شناسی (EW) انجام داد. عملیات خارش بزرگ، در سال ۱۹۵۴، برای آزمایش مهمات مملو از کک‌های آلوده (Xenopsylla cheopis) طراحی شد. در می ۱۹۵۵، بیش از ۳۰۰۰۰۰ پشه غیر آلوده (پشه تب زرد) بر فراز بخش‌هایی از ایالت جورجیا در ایالات متحده رها شدند تا مشخص شود آیا پشه‌های پرتاب شده از هوا می‌توانند زنده بمانند و وعده‌های غذایی را از انسان بگیرند یا خیر. آزمایش‌های پشه به عنوان عملیات بزرگ وزوز شناخته می‌شد. ایالات متحده در حداقل دو برنامه آزمایشی ای دبیلیو دیگر، عملیات ضربه زدن و عملیات اول ماه مه، مشارکت داشت.

### دهه ۱۹۶۰
در سال۱۹۶۳٬۲۲ بیمار مسن در بیمارستان بیماری‌های مزمن یهودی در بروکلین، شهر نیویورک، توسط چستر ام ساوتام، که در سال ۱۹۵۲ همین کار را با زندانیان زندان ایالتی اوهایو انجام داده بود، سلول‌های سرطانی زنده تزریق کردند تا راز را کشف کنند. نحوه مبارزه بدن سالم با هجوم سلول‌های بدخیم. مدیریت بیمارستان تلاش کرد این مطالعه را پنهان کند، اما هیئت صدور مجوز پزشکی نیویورک در نهایت ساوتام را به مدت یک سال به صورت مشروط قرار داد. دو سال بعد، انجمن سرطان آمریکا او را به عنوان معاون خود انتخاب کرد.
از سال ۱۹۶۳ تا ۱۹۶۹، به عنوان بخشی از پروژه خطر کشتی و دفاع (SHAD)، ارتش ایالات متحده آزمایش‌هایی را انجام داد که شامل اسپری کردن چندین کشتی آمریکایی با عوامل مختلف جنگ بیولوژیکی و شیمیایی بود، در حالی که هزاران نفر از پرسنل نظامی ایالات متحده در کشتی‌ها بودند. به پرسنل این آزمایش‌ها اطلاع داده نشد و هیچ لباس محافظی به آنها داده نشد. مواد شیمیایی آزمایش شده بر روی پرسنل ارتش ایالات متحده شامل گازهای عصبی وی‌ایکس و سارین، مواد شیمیایی سمی مانند سولفید کادمیوم روی و دی‌اکسید گوگرد و انواع عوامل بیولوژیکی بود.
در سال ۱۹۶۶، ارتش ایالات متحده باسیلوس آتروفائوس را به عنوان بخشی از یک آزمایش میدانی به نام مطالعه آسیب‌پذیری مسافران مترو در شهر نیویورک برای حمله مخفیانه با عوامل بیولوژیکی، در تونل‌های سیستم متروی شهر نیویورک آزاد کرد. سیستم متروی شیکاگو نیز مورد آزمایش مشابهی توسط ارتش قرار گرفت.

## آزمایش‌های تشعشعهای انسانی
محققان در ایالات متحده هزاران آزمایش پرتوی انسانی را برای تعیین تأثیر تشعشعهای اتمی و آلودگی رادیواکتیو بر بدن انسان، به‌طور کلی بر روی افرادی که فقیر، بیمار یا ناتوان بودند، انجام داده‌اند. بیشتر این آزمایش‌ها توسط ارتش ایالات متحده، کمیسیون انرژی اتمی یا سایر سازمان‌های دولتی فدرال ایالات متحده انجام، تأمین مالی یا نظارت شده‌است.
این آزمایش‌ها شامل طیف گسترده‌ای از تحقیق‌ها، شامل مواردی مانند تغذیه با مواد غذایی رادیواکتیو به کودکان ناتوان ذهنی یا مخالفان وظیفه‌شناسی، قرار دادن میله‌های رادیوم در بینی دانش‌آموزان،انتشار عمدی مواد شیمیایی رادیواکتیو در شهرهای ایالات متحده و کانادا، اندازه‌گیری اثرات سلامتی ناشی از ریزش رادیواکتیو آزمایش بمب هسته ای، تزریق مواد شیمیایی رادیواکتیو به زنان باردار و نوزادان، و تابش بیضه‌های زندانیان، از جمله موارد دیگر.
اطلاعات زیادی در مورد این برنامه‌ها طبقه‌بندی شده و مخفی نگه داشته شد. در سال۱۹۸۶، کمیته انرژی و بازرگانی مجلس نمایندگان آمریکا گزارشی با عنوان خوکچه هندی هسته ای آمریکایی منتشر کرد.: سه دهه آزمایش پرتو بر روی شهروندان ایالات متحده. در دهه۱۹۹۰، گزارش‌های ایلین ولسوم در مورد آزمایش تشعشعهای برای آلبوکرک تریبون باعث ایجاد کمیته مشورتی آزمایش‌های تشعشعهای انسانی با دستور اجرایی رئیس‌جمهور بیل کلینتون برای نظارت بر آزمایش‌های دولتی شد.نتایج را در سال۱۹۹۵ منتشر کرد. ولسوم بعداً کتابی به نام پرونده‌های پلوتونیوم نوشت.

### آزمایش‌های ید رادیواکتیو
در عملیاتی در سال ۱۹۴۹ به نام «گرین ران»، کمیسیون انرژی اتمی ایالات متحده (انجمن کنسرواتوارهای اروپا) ید-۱۳۱ و زنون-۱۳۳ را در جو نزدیک سایت هانفورد در واشینگتن منتشر کرد که ۵۰۰٬۰۰۰ جریب فرنگی (۲٬۰۰۰ کیلومتر مربع) را آلوده کرد. منطقه ای شامل سه شهر کوچک.
در سال ۱۹۵۳، انجمن کنسرواتوارهای اروپا تحقیق‌ها متعددی را در دانشگاه آیووا در مورد اثرات سلامتی ید رادیواکتیو در نوزادان و زنان باردار انجام داد. در یک مطالعه، محققان بین ۱۰۰تا ۲۰۰میکروکوری (۳٫۷ تا ۷٫۴ مگابکرل) به زنان باردار دادند. از ید-۱۳۱، برای بررسی جنین‌های سقط شده زنان در تلاش برای کشف اینکه ید رادیواکتیو در چه مرحله و تا چه اندازه از سد جفت عبور می‌کند. در مطالعه دیگری، آنها به ۲۵نوزاد تازه متولد شده (که کمتر از ۳۶ ساعت سن داشتند و وزن آنها بین۵٫۵ تا ۸٫۵ پوند (۲٫۵ تا ۳٫۹ کیلوگرم)) ید-۱۳۱، چه به صورت خوراکی یا از طریق تزریق، تا بتوانند مقدار ید را در غده تیروئید خود اندازه‌گیری کنند، همان‌طور که ید به آن غده می‌رود.
در یک مطالعه دیگر اتحادیه، محققان کالج پزشکی دانشگاه نبراسکا ید-۱۳۱ را به ۲۸نوزاد سالم از طریق لوله معده تغذیه کردند تا غلظت ید را در غدد تیروئید نوزادان آزمایش کنند.
در سال۱۹۵۳، انجمن کنسرواتوارهای اروپا از مطالعه ای حمایت کرد تا کشف کند که آیا ید رادیواکتیو بر نوزادان نارس متفاوت از نوزادان ترم تأثیر می‌گذارد یا خیر. در این آزمایش، محققان بیمارستان هارپر در دیترویت به ۶۵نوزاد نارس و ترم با وزن۲٫۱ تا ۵٫۵ پوند (۰٫۹۵ تا ۲٫۴۹ کیلوگرم) خوراکی ید-۱۳۱ تجویز کردند.
در آلاسکا، از اوت۱۹۵۵، انجمن کنسرواتوارهای اروپا در مجموع ۱۰۲بومی اینویت و سرخپوستان آتاپااسکانی را انتخاب کرد که برای مطالعه اثرهای ید رادیواکتیو بر بافت تیروئید، به ویژه در محیط‌های سرد، مورد استفاده قرار می‌گرفتند. در طی یک بازه زمانی دو ساله، به افراد آزمایش دوزI-131 داده شد و نمونه‌هایی از بزاق، ادرار، خون و بافت تیروئید از آنها جمع‌آوری شد. هدف و خطرات دوز ید رادیواکتیو، همراه با جمع‌آوری نمونه‌های مایع و بافت بدن برای افراد مورد آزمایش توضیح داده نشد، و انجمن کنسرواتوارهای اروپا هیچ مطالعه بعدی برای نظارت بر اثرهای درازمدت سلامتی انجام نداد.
در آزمایشی در دهه۱۹۶۰، بیش از ۱۰۰شهروند آلاسکایی به‌طور مداوم در معرض ید رادیواکتیو قرار گرفتند.
در سال۱۹۶۲، سایت هانفورد دوبارهI-131 را منتشر کرد و افراد آزمایشی را در مسیر خود قرار داد تا تأثیر آن را بر آنها ثبت کند. انجمن کنسرواتوارهای اروپا همچنین داوطلبان هانفورد را برای خوردن شیر آلوده بهI-131در این مدت استخدام کرد.

### آزمایش‌های اورانیوم
مطلوب است که هیچ سندی که به آزمایش با انسان اشاره می‌کند و ممکن است تأثیر نامطلوبی بر افکار عمومی داشته باشد یا منجر به شکایت‌های قانونی شود،منتشر نشود. اسنادی که چنین کارهایی را پوشش می‌دهند باید به عنوان «محرمانه» طبقه‌بندی شوند.
۱۷ آوریل ۱۹۴۷ یادداشت کمیسیون انرژی اتمی از سرهنگ هیوود جونیور به دکتر فیدلر در آزمایشگاه ملی اوک ریج در تنسی
بین سال‌های۱۹۴۶ تا۱۹۴۷، محققان دانشگاه روچستر اورانیوم۲۳۴ و اورانیوم۲۳۵ را در دوزهای۶٫۴ تا۷۰٫۷ میکروگرم به ازای هر کیلوگرم وزن بدن به شش نفر تزریق کردند تا بررسی کنند که کلیه‌های آنها چقدر اورانیوم را قبل از آسیب‌دیدگی تحمل می‌کند.
بین سال‌های۱۹۵۳ و۱۹۵۷، در بیمارستان عمومی ماساچوست، دکتر ویلیام سویت در آزمایشی به یازده بیمار لاعلاج، کما و نیمه کماتوز اورانیوم تزریق کرد تا، از جمله، قابلیت حیات آن به عنوان یک درمان شیمی‌درمانی در برابر تومورهای مغزی را تعیین کند. اما یکی از بیماران (یکی با تشخیص اشتباه بود). دکتر سویت، که در سال۲۰۰۱ درگذشت، اظهار داشت که رضایت از بیماران و نزدیکانش گرفته شده‌است.

### آزمایش‌های پلوتونیوم
از ۱۰ آوریل ۱۹۴۵ تا ۱۸ ژوئیه ۱۹۴۷، به هجده نفر به عنوان بخشی از پروژه منهتن پلوتونیوم تزریق شد. دوزهای تجویز شده از ۹۵ تا ۵۹۰۰ نانوکوری متغیر بود.
آلبرت استیونز، مردی که به اشتباه سرطان معده تشخیص داده شده بود، در سال ۱۹۴۵ برای «سرطان» خود در مرکز پزشکی یوسی سانفرانسیسکو «درمان» دریافت کرد. دکتر جوزف گیلبرت همیلتون، پزشک پروژه منهتن که مسئول آزمایش‌های انسانی در کالیفرنیا بود، بدون رضایت آگاهانه، پلوتونیم-۲۳۸ و پلوتونیوم-۲۳۹ را به استیونز تزریق کرد.. استیونز هرگز سرطان نداشت. جراحی برای برداشتن سلول‌های سرطانی در از بین بردن تومور خوش‌خیم بسیار موفقیت‌آمیز بود و او ۲۰سال دیگر با پلوتونیوم تزریق شده زندگی کرد. از زمانی که استیونز پلوتونیم-۲۳۸ بسیار رادیواکتیو دریافت کرد، دوز انباشته‌شده او در طول عمر باقی‌مانده‌اش بالاتر از هر کسی بود: ۶۴سیورت به آلبرت استیونز و هیچ‌یک از بستگانش گفته نشد که او هرگز سرطان نداشته‌است. آنها به این باور رسیدند که «درمان» تجربی مؤثر بوده‌است. بقایای سوزانده شده او به‌طور مخفیانه توسط مرکز ملی آزمایشگاهی آرگون برای رادیوبیولوژی انسانی در سال۱۹۷۵ بدون رضایت بستگان بازمانده به دست آمد. برخی از خاکسترها به مخزن ملی بافت رادیوبیولوژی انسانی در دانشگاه ایالتی واشینگتن[۲] منتقل شد، که بقایای افرادی را که با رادیو ایزوتوپ‌ها در بدنشان مرده‌اند نگهداری می‌کند.
به ۳بیمار در بیمارستان بیلینگز در دانشگاه شیکاگو پلوتونیوم تزریق شد. در سال۱۹۴۶، به شش کارمند یک آزمایشگاه متالورژی شیکاگو آب آلوده به پلوتونیوم۲۳۹ داده شد تا محققان بتوانند نحوه جذب پلوتونیوم در دستگاه گوارش را بررسی کنند.
یک زن هجده ساله در بیمارستانی در شمال ایالت نیویورک که در انتظار درمان برای اختلال غده هیپوفیز بود، پلوتونیوم تزریق شد.

### آزمایش‌های مربوط به سایر مواد رادیواکتیو
بلافاصله پس از جنگ جهانی دوم، محققان دانشگاه واندربیلت به ۸۲۹ مادر باردار در تنسی نوشیدنی‌های ویتامینی دادند که سلامت نوزادانشان را بهبود می‌بخشد. مخلوط‌ها حاوی آهن رادیواکتیو بودند و محققان در حال تعیین سرعت عبور رادیوایزوتوپ به جفت بودند. چهار نوزاد از این زنان در نتیجه آزمایش‌ها بر اثر سرطان جان خود را از دست دادند و زنان دچار بثورات، کبودی، کم خونی، ریزش مو/دندان و سرطان شدند.
از سال۱۹۴۶ تا۱۹۵۳ در مدرسه ایالتی والتر ای مواد مغذی هضم شدند». به کودکان گفته نشد که به آنها مواد شیمیایی رادیواکتیو تغذیه می‌کنند. کارکنان بیمارستان و محققان به آنها گفتند که به یک «باشگاه علمی» می‌پیوندند.
بیمارستان دانشگاه کالیفرنیا در سانفرانسیسکو، ۲۹بیمار، برخی مبتلا به آرتریت روماتوئید، را در معرض تابش کل بدن (دوز۱۰۰ تا۳۰۰ رادی) قرار داد تا اطلاعاتی برای ارتش به دست آورد.
در دهه۱۹۵۰، پژوهشهای کالج پزشکی ویرجینیا با کمک مالی ارتش و با همکاری انجمن کنسرواتوارهای اروپا، آزمایش‌هایی را بر روی قربانیان سوختگی شدید، که اکثر آنها فقیر و سیاه‌پوست بودند، بدون اطلاع یا رضایت آنها انجام دادند. در آزمایش‌ها، آزمودنی‌ها در معرض سوزش اضافی، درمان تجربی آنتی‌بیوتیکی و تزریق ایزوتوپ‌های رادیواکتیو قرار گرفتند. مقدار رادیواکتیو فسفر۳۲ تزریق شده به برخی از بیمارهای،۵۰۰ میکروکوری (۱۹ مگابکرل)،۵۰ برابر دوز «قابل قبول» برای یک فرد سالم بود. برای افرادی که سوختگی شدید دارند، این احتمالاً منجر به افزایش قابل توجه نرخ مرگ و میر می‌شود.
بین سال‌های۱۹۴۸ و۱۹۵۴، با بودجه دولت فدرال، محققان بیمارستان جانز هاپکینز میله‌های رادیوم را در بینی ۵۸۲دانش‌آموز بالتیمور مریلند به عنوان جایگزینی برای آدنوئیدکتومی وارد کردند. آزمایش‌های مشابهی در طول جنگ جهانی دوم بر روی بیش از ۷۰۰۰پرسنل ارتش و نیروی دریایی ایالات متحده انجام شد. تابش رادیوم بینی به یک درمان پزشکی استاندارد تبدیل شد و در بیش از دو و نیم میلیون آمریکایی استفاده شد.
در مطالعه دیگری در مدرسه دولتی والتر ای فرنالد در سال۱۹۵۶، محققان به کودکان ناتوان ذهنی کلسیم رادیواکتیو خوراکی و داخل وریدی دادند. آنها همچنین مواد شیمیایی رادیواکتیو را به نوزادان مبتلا به سوء تغذیه تزریق کردند و سپس مایع مغزی نخاعی را برای تجزیه و تحلیل از مغز و ستون فقرات آنها جمع‌آوری کردند.
در سال های۱۹۶۱ و۱۹۶۲، از ده زندانی زندان ایالتی یوتا نمونه خون گرفته شد که با مواد شیمیایی رادیواکتیو مخلوط شده و دوباره به بدن آنها تزریق شد.
کمیسیون انرژی اتمی ایالات متحده بودجه مؤسسه فناوری ماساچوست را برای مدیریت رادیوم-224و توریم-۲۳۴ به ۲۰نفر بین سال‌های ۱۹۶۱ و۱۹۶۵ تأمین کرد. بسیاری از آنها از مرکز سن نیوانگلند انتخاب شده بودند و برای «پروژه‌های تحقیق‌های در مورد پیری» داوطلب شده بودند. دوزها ۰٫۲–۲٫۴ میکروکوری (۷٫۴–۸۸٫۸ کیلوبکرل) برای رادیوم و ۱٫۲–۱۲۰ میکروکوری (۴۴–۴٬۴۴۰ کیلوبکرل) برای توریم.
در یک مطالعه در سال۱۹۶۷ که در مجله تحقیق‌ها بالینی منتشر شد، به زنان باردار کورتیزول رادیواکتیو تزریق شد تا ببینند که آیا این کورتیزول از سد جفت عبور می‌کند و روی جنین تأثیر می‌گذارد یا خیر.

### تحقیق فال اوت
در سال ۱۹۵۷، انفجارهای هسته ای جو در نوادا، که بخشی از عملیات پلامباب بود، بعداً مشخص شد که به اندازه کافی تشعشعهای منتشر کرده‌است که باعث ایجاد۱۱۰۰۰ تا۲۱۲۰۰۰ موارد اضافی سرطان تیروئید در بین شهروندان آمریکایی شده‌است که در معرض ریزش‌های ناشی از انفجارها بوده‌اند. ۱۱۰۰ و ۲۱۰۰۰ مرگ.
در اوایل جنگ سرد، در تحقیق‌ها شناخته شده به عنوان پروژه گابریل و پروژه سانشاین، محققان در ایالات متحده، انگلستان، و استرالیا تلاش برای تعیین چه مقدار عواقب هسته ای مورد نیاز خواهد بود را به زمین غیرقابل سکونت. متوجه شدند که اتمسفر تست هسته ای فرصتی برای تحقیق در این باره فراهم کرده بود. چنین تست‌هایی پراکنده شده بود عفونت رادیواکتیو در سراسر جهان و بررسی بدن انسان می‌تواند نشان دهد که چقدر راحت گرفته شده‌است و از این رو چقدر خسارت ایجاد کرده‌است. از اهمیت خاصی برخوردار بود استرانسیم-۹۰ در استخوان‌ها. نوزادان تمرکز اصلی بودند زیرا فرصتی کامل برای جذب مواد جدید داشتند. در نتیجه این نتیجه محققان برنامه ای را برای جمع کردن بدن و استخوان‌های انسان از سراسر جهان با تمرکز ویژه بر نوزادان شروع کردند. استخوان‌ها سوزانده شدند و خاکستر برای رادیوایزوتوپ‌ها تجزیه و تحلیل شد. این پروژه در درجه اول مخفی نگه داشته شد زیرا این امر می‌تواند یک روابط عمومی در نتیجه به والدین و خانواده گفته نشد که با اعضای بدن بستگانشان چه کاری انجام می‌شود. این تحقیق‌ها نباید با نظرسنجی دندان شیری که در همان دوره زمانی انجام شد.

### آزمایش‌های پرتودهی
بین سال‌های۱۹۶۰ و۱۹۷۱، وزارت دفاع هزینه‌های آزمایش‌های بدون توافق رادیواکتیو کل بدن را بر روی بیماران سرطانی عمدتاً فقیر و سیاه‌پوست، که به آنها گفته نشده بود با آنها انجام می‌شد، تأمین مالی کرد. به بیماران گفته شد که «درمانی» دریافت می‌کنند که ممکن است سرطان آنها را درمان کند، اما پنتاگون در تلاش است تا اثرات سطوح بالای تشعشعهای را بر بدن انسان مشخص کند. یکی از پزشکان شرکت کننده در این آزمایش‌ها نگران دادخواهی بیماران بود. او در گزارش‌های پزشکی تنها با حروف اختصاری به آنها اشاره کرد. او این کار را انجام داد تا به قول خود، «هیچ وسیله ای وجود نداشته باشد که بیماران بتوانند خود را با گزارش ارتباط دهند» تا از «تبلیغ‌های نامطلوب یا طرح دعوی قضایی جلوگیری شود».
از سال۱۹۶۰ تا۱۹۷۱، دکتر یوجین سینگر، با بودجه آژانس پشتیبانی اتمی دفاعی، آزمایش‌های تشعشعی کل بدن را بر روی بیش از ۹۰بیمار سرطانی فقیر، سیاه‌پوست و در مرحله پیشرفته مبتلا به تومورهای غیرقابل عمل در مرکز پزشکی دانشگاه سینسیناتی در طول آزمایش‌های پرتوی سینسیناتی انجام داد.. او فرم‌های رضایت جعل می‌کرد و بیماران را از خطرات پرتودهی آگاه نمی‌کرد. به بیماران ۱۰۰ راد یا بیشتر داده شد (1 Gy) از تشعشعهای کل بدن، که در بسیاری از افراد باعث درد شدید و استفراغ می‌شود.منتقدان منطق پزشکی این مطالعه را زیر سؤال برده‌اند و معتقدند که هدف اصلی این تحقیق بررسی تأثیر حاد قرار گرفتن در معرض تابش بوده‌است.
از سال ۱۹۶۳ تا ۱۹۷۳، دکتر کارل هلر، متخصص غدد، بیضه زندانیان اورگان و واشینگتن را تحت تابش قرار داد. در ازای مشارکت آنها، او ۵ دلار در ماه و ۱۰۰ دلار زمانی که باید پس از پایان کارآزمایی وازکتومی دریافت می‌کردند، به آنها داد. جراحی که این افراد را عقیم کرد، گفت که لازم است "از آلوده نشدن جمعیت عمومی به جهش یافته‌های ناشی از تشعشعهای خودداری شود". دکتر جوزف همیلتون، یکی از محققانی که با هلر بر روی آزمایش‌ها کار کرده بود، گفت که این آزمایش‌ها "کمی از لمس بوخنوالد " داشتند.
در سال ۱۹۶۳، محققان دانشگاه واشینگتن به بیضه ۲۳۲ زندانی تابش کردند تا تأثیر تشعشع بر عملکرد بیضه را تعیین کنند. زمانی که این زندانیان بعداً زندان را ترک کردند و صاحب فرزند شدند، حداقل چهار نفر از آنها فرزندانی با نقص مادرزادی داشتند. تعداد دقیق آن ناشناخته است زیرا محققان هرگز وضعیت افراد را پیگیری نکردند.

## آزمایش‌های شیمیایی

### تست‌های غیر توافقی
از سال۱۹۴۲ تا۱۹۴۴، سرویس جنگ شیمیایی ایالات متحده آزمایش‌هایی را انجام داد که هزاران نفر از پرسنل نظامی ایالات متحده را در معرض گاز خردل قرار دادند تا کارایی ماسک‌های ضد گاز و لباس‌های محافظ را آزمایش کنند.
از سال۱۹۵۰ تا۱۹۵۳، ارتش ایالات متحده عملیات عملیات سپاه شیمیایی را انجام داد و مواد شیمیایی را بر روی ۶شهر در ایالات متحده و کانادا اسپری کرد تا الگوهای پراکندگی سلاح‌های شیمیایی را آزمایش کند. سوابق ارتش نشان می‌دهد مواد شیمیایی که بر روی شهر وینیپگ، منیتوبا، کانادا اسپری شد، شامل سولفید کادمیوم روی بود که تصور نمی‌شد مضر باشد. یک مطالعه در سال ۱۹۹۷ توسط شورای تحقیق‌ها ملی ایالات متحده نشان داد که این سمپاشی در سطوح بسیار پایینی انجام می‌شود که مضر نباشد. گفته می‌شود که مردم به‌طور معمول در محیط‌های شهری در معرض سطوح بالاتری قرار دارند.
برای آزمایش اینکه آیا اسید سولفوریک، که در ساخت ملاس استفاده می‌شود، به عنوان یک افزودنی غذایی مضر است یا نه، هیئت بهداشت ایالت لوئیزیانا مطالعه ای را برای تغذیه «زندانیان سیاهپوست» به جز ملاس به مدت پنج هفته سفارش داد. یکی از گزارش‌ها بیان می‌کرد که زندانیان «با ارائه خود به آزمایش مخالفت نمی‌کنند، زیرا اگر انجام دهند هیچ فایده‌ای ندارد».
مقاله ای در سال۱۹۵۳ در مجله پزشکی/علمی علوم بالینی یک آزمایش پزشکی را شرح داد که در آن محققان عمداً پوست شکم ۴۱کودک را که بین۸ تا ۱۴سال داشتند با استفاده از کانتاریدین تاول زدند. این مطالعه به منظور تعیین شدت آسیب یا تحریک این ماده به پوست کودکان انجام شد. پس از بررسی‌ها، پوست تاول زده کودکان با قیچی برداشته شد و با سواب پراکسید پاشیده شد.

### عملیات کلاه بالا
در ژوئن ۱۹۵۳،ارتش ایالات متحده به‌طور رسمی دستورالعمل‌هایی را در رابطه با استفاده از افراد انسانی در آزمایش‌ها و تحقیق‌ها شیمیایی، بیولوژیکی یا رادیولوژیکی تصویب کرد، که در آن مجوز از وزیر ارتش اکنون برای همه پروژه‌های تحقیق‌های مربوط به افراد انسانی مورد نیاز بود. بر اساس این دستورالعمل، هفت پروژه تحقیق‌های شامل سلاح‌های شیمیایی و افراد انسانی توسط سپاه شیمیایی برای تأیید وزیر ارتش در اوت ۱۹۵۳ ارائه شد. یک پروژه شامل وزیکانت‌ها، یک پروژه شامل فسژن، و پنج مورد آزمایش‌هایی بودند که شامل عوامل عصبی بودند. هر هفت مورد تأیید شد.
با این حال، دستورالعمل‌ها یک راه گریز باقی گذاشت. آنها تعریف نکردند که چه نوع آزمایش‌ها و آزمایش‌هایی نیاز به چنین تأییدی از وزیر دارد. عملیات تاپ هت از جمله پروژه‌های متعددی بود که برای تصویب ارائه نشد. ارتش آن را «تمرین میدانی محلی» نامید و از۱۵ تا ۱۹ سپتامبر۱۹۵۳ در مدرسه شیمی ارتش در فورت مک‌کللان، آلاباما برگزار شد. این آزمایش‌ها از پرسنل سپاه شیمی برای آزمایش روش‌های ضدعفونی برای سلاح‌های بیولوژیکی و شیمیایی، از جمله خردل سولفور و عوامل عصبی استفاده کردند. پرسنل عمداً در معرض این آلاینده‌ها قرار گرفتند، داوطلب نبودند و از آزمایش‌ها مطلع نشدند. در گزارش سال۱۹۷۵ بازرس کل پنتاگون، ارتش اظهار داشت که عملیات تاپ هت مشمول دستورالعمل‌هایی نیست که نیاز به تأیید دارند، زیرا این یک تمرین وظیفه در سپاه شیمی است.

### برنامه هلمزبورگ
تقریباً از سال۱۹۵۱ تا۱۹۷۴، زندان هولمزبورگ در پنسیلوانیا محل عملیات گسترده تحقیق‌ها پوستی بود که از زندانیان به عنوان سوژه استفاده می‌شد. این تحقیق‌ها به رهبری دکتر آلبرت ام. کلیگمن از دانشگاه پنسیلوانیا به نمایندگی از شرکت شیمیایی داو، ارتش ایالات متحده و جانسون و جانسون انجام شد. داو کیمیکال می‌خواست اثرات سلامتی دیوکسین و سایر علف‌کش‌ها را مطالعه کند تا چگونگی تأثیر آن‌ها بر پوست انسان را کشف کند، زیرا کارگران کارخانه‌های شیمیایی آن در حال توسعه کلراکن بودند. در این مطالعه، کلیگمن تقریباً همان مقدار دیوکسینی را که کارمندان داو در معرض آن قرار داشتند، استفاده کرد. در سال‌های۱۹۸۰ و۱۹۸۱، برخی از افرادی که در این مطالعه مورد استفاده قرار گرفتند، از پروفسور کلیگمن شکایت کردند زیرا از مشکل‌های سلامتی مختلفی از جمله لوپوس و آسیب‌های روانی رنج می‌بردند.
کلیگمن بعداً تحقیق‌ها خود را در مورد دیوکسین ادامه داد و دوز دیوکسینی را که روی پوست ۱۰زندانی می‌زد به ۷۵۰۰میکروگرم دیوکسین افزایش داد، که ۴۶۸برابر دوزی است که جرالد کی رو، مسئول شرکت داوکمیکال به او اجازه تجویز داده بود. در نتیجه، زندانیان دچار جوش‌های التهابی و پاپول شدند.
برنامه هولمسبورگ پرداخت صدها نفر از زندانیان دستمزد اسمی برای تست محصولهای زیبایی و ترکیب‌های شیمیایی، که اثرات بهداشتی در زمان ناشناخته بود. به محض ورود خود را در هولمزبرگ، کلیگمن ادعا کرده‌اند گفت: «همه من قبل از من دیدم جریب پوست بودند مثل این بود که یک کشاورز برای اولین بار یک مزرعه حاصلخیز را ببیند.» شماره۱۹۶۴ اخبار پزشکی گزارش شده‌است که ۹نفر از ۱۰زندانی در زندان هولمسبورگ افراد تست پزشکی بودند.
در سال ۱۹۶۷،ارتش ایالات متحده به کلیگمن پول داد تا مواد شیمیایی تاول زا را روی صورت و پشت زندانیان هولمزبورگ بمالد، به قول کلیگمن، «تا یاد بگیرد که چگونه پوست از خود در برابر حمله مزمن مواد شیمیایی سمی محافظت می‌کند، به اصطلاح فرایند سخت شدن."

## آزمایش‌های روانی و شکنجه

### تحقیق‌ها دولت آمریکا
دولت ایالات متحده سرمایه‌گذاری و انجام آزمایش‌های روانی متعددی را به ویژه در دوران جنگ سرد انجام داد. بسیاری از این آزمایش‌ها برای کمک به توسعه روش‌های مؤثرتر شکنجه و بازجویی برای ارتش و سازمان‌های اطلاعاتی ایالات متحده و توسعه تکنیک‌هایی برای آمریکایی‌ها برای مقاومت در برابر شکنجه توسط کشورها و سازمان‌های دشمن انجام شد.

#### سرم حقیقت
در تحقیق‌ها انجام شده از سال ۱۹۴۷ تا ۱۹۵۳، که به عنوان پروژه چتر شناخته می‌شد، نیروی دریایی ایالات متحده شروع به شناسایی و آزمایش سرم‌های حقیقت کرد، که امیدوار بودند بتوانند در بازجویی از جاسوسان شوروی استفاده شوند. برخی از مواد شیمیایی آزمایش شده بر روی افراد انسانی شامل مسکالین و داروی آنتی کولینرژیک اسکوپولامین بودند.
اندکی پس از آن، در سال ۱۹۵۰، سیا پروژه پرنده آبی را آغاز کرد که بعداً به پروژه آرتیشوک تغییر نام داد، که هدف اعلام شده آن توسعه «وسایل کنترل افراد از طریق تکنیک‌های ویژه بازجویی»،«راهی برای جلوگیری از استخراج اطلاعات از مأموران سیا» بود. و «استفاده‌های توهین آمیز از تکنیک‌های غیر متعارف، مانند هیپنوتیزم و مواد مخدر». هدف از این پروژه در یادداشتی به تاریخ ژانویه۱۹۵۲ مشخص شد که در آن آمده بود: "آیا می‌توانیم کنترل یک فرد را تا جایی به دست آوریم که او دستورهای ما را برخلاف میل خود و حتی برخلاف قوانین اساسی طبیعت، مانند حفظ خود انجام دهد؟" این پروژه استفاده از هیپنوتیزم، اعتیاد اجباری به مورفین و متعاقب آن ترک اجباری، و استفاده از سایر مواد شیمیایی، در میان روش‌های دیگر، برای ایجاد فراموشی و سایر حالت‌های آسیب‌پذیر را در افراد مورد مطالعه قرار داد. محققان پروژه پرنده آبی به منظور «تکنیک‌های کامل برای انتزاع اطلاعات از افراد، خواه ناخواه»، طیف گسترده‌ای از مواد روانگردان از جمله ال‌اس‌دی، هروئین، ماری جوانا، کوکائین، فن‌سیکلیدین، مسکالین و اتر را آزمایش کردند. محققان پروژه پروژه آبی بیش از ۷۰۰۰پرسنل نظامی ایالات متحده را بدون اطلاع یا رضایت آنها در زرادخانه آبردین پروو گراوند در مریلند با ال‌اس‌دی مصرف کردند. سال‌ها پس از این آزمایش‌ها، بیش از ۱۰۰۰نفر از این سربازان از چندین بیماری از جمله افسردگی و صرع رنج می‌بردند. بسیاری از آنها اقدام به خودکشی کردند.

#### مرگ و میر ناشی از مواد مخدر
در سال ۱۹۵۲، هارولد بلاوئر، تنیسور حرفه ای، هنگامی که دوز کشنده ای از مشتقات مسکالین در مؤسسه روان‌پزشکی ایالت نیویورک دانشگاه کلمبیا به او تزریق شد، درگذشت. وزارت دفاع ایالات متحده که حامی این تزریق بود، در تبانی با وزارت دادگستری و دادستان کل ایالت نیویورک برای پنهان کردن شواهدی مبنی بر دخالت خود در این آزمایش به مدت ۲۳سال کار کرد. کتل مدعی شد که نمی‌دانست ارتش چه چیزی به او دستور تزریق به بلوئر را داده‌است و گفت: «ما نمی‌دانستیم که این سگ بود یا چه چیزی به او می‌دادیم.»
در ۱۹ نوامبر ۱۹۵۳، دکتر فرانک اولسون بدون اطلاع یا رضایت او دوز ال‌اس‌دی دریافت کرد. ۹ روز بعد پس از سقوط از پنجره هتل، در شرایط مشکوکی جان باخت. تا قبل از افشای پروژه ام‌کی‌اولترا، علت مرگ اولسون به مدت ۲۲ سال پنهان بود.

#### پروژه ام‌کی‌اولترا
در سال ۱۹۵۳، سیا چندین برنامه بازجویی و کنترل ذهن خود را تحت هدایت یک برنامه واحد، که با نام رمز پروژه ام‌کی‌اولترا شناخته می‌شود، قرار داد، پس از آن که آلن دالس، رئیس سیا، از نداشتن «خوکچه هندی برای آزمایش این تکنیک‌های خارق‌العاده» شکایت کرد. پروژه ام‌کی‌اولترا تحت فرماندهی مستقیم دکتر سیدنی گوتلیب از بخش خدمات فنی بود. این پروژه بیش از ۲۵ دلار دریافت کرد میلیون، و شامل صدها آزمایش بر روی افراد انسانی در هشتاد مؤسسه مختلف بود.
ریچارد هلمز دریادداشتی که هدف یکی از برنامه‌های فرعی ام‌کی‌اولترا را توصیف می‌کند، گفت:
ما در نظر داریم توسعه یک ماده شیمیایی را بررسی کنیم که باعث یک حالت ذهنی غیرسمی برگشت‌پذیر و غیرسمی می‌شود، که ماهیت خاص آن را می‌توان به خوبی برای هر فرد پیش‌بینی کرد. این مطالب به‌طور بالقوه می‌تواند به بی‌اعتبار کردن افراد، استخراج اطلاعات، و کاشتن پیشنهادهای و سایر اشکال کنترل ذهنی کمک کند. ریچارد هلمز، یادداشت داخلی سیا
در سال ۱۹۵۴، پروژه QKHILLTOP سیا برای مطالعه تکنیک‌های شستشوی مغزی چینی و توسعه روش‌های مؤثر بازجویی ایجاد شد. اعتقاد بر این است که اکثر تحقیق‌ها اولیه توسط برنامه‌های تحقیق‌های اکولوژی انسانی دانشکده پزشکی دانشگاه کورنل، تحت مدیریت دکتر هارولد ولف انجام شده‌است. وولف از سیا درخواست کرد که هر گونه اطلاعاتی را که می‌تواند در مورد «تهدید، اجبار، زندان، محرومیت، تحقیر، شکنجه،» شستشوی مغزی «،» روان‌پزشکی سیاه «و هیپنوتیزم، یا هر ترکیبی از اینها، با یا بدون عوامل شیمیایی به او ارائه دهد.» به گفته وولف، تیم تحقیق‌های در این صورت:
... این اطلاعات را جمع‌آوری، گردآوری، تجزیه و تحلیل و جذب می‌کند و سپس تحقیق‌ها تجربی طراحی شده برای توسعه تکنیک‌های جدید استفاده از اطلاعات تهاجمی/تدافعی را انجام خواهد داد… داروهای مخفی بالقوه مفید (و روش‌های مختلف آسیب مغزی) به‌طور مشابه برای اطمینان از تأثیر اساسی بر عملکرد مغز انسان و بر خلق و خوی آزمودنی… در مواردی که هر یک از تحقیق‌ها شامل آسیب احتمالی سوژه باشد، از آژانس انتظار داریم که موضوعات مناسب و مکان مناسبی را برای انجام آزمایش‌های لازم در دسترس قرار دهد. - دکتر هارولد ولف، دانشکده پزشکی دانشگاه کرنل… سرگرم‌کننده، سرگرم‌کننده، سرگرم‌کننده بود. کجای دیگر یک پسر خونسرخ آمریکایی می‌تواند دروغ بگوید، بکشد، تقلب کند، دزدی کند، تجاوز کند و غارت کند، با مجوز و پیشنهاد عالی‌ترین؟ -- جورج هانتر وایت، که بر آزمایش‌های مواد مخدر برای سیا به عنوان بخشی از عملیات اوج نیمه شب نظارت می‌کرد
یکی دیگر از پروژه‌های فرعی ام‌کی‌اولترا، عملیات نیمه شب اوج، شامل شبکه ای از خانه‌های امن تحت اداره سیا در سانفرانسیسکو، مارین، و نیویورک بود که برای مطالعه اثرات ال اس دی بر افراد نارضایتی ایجاد شد. به روسپی‌های موجود در لیست حقوق و دستمزد سیا دستور داده شد تا مشتریان را به خانه‌های امن بازگردانند، جایی که به‌طور مخفیانه با طیف گسترده‌ای از مواد، از جمله ال‌اس‌دی، و زیر نظر شیشه‌های یک طرفه تحت نظارت قرار می‌گرفتند. چندین تکنیک عملیاتی مهم در این تئاتر توسعه داده شد، از جمله تحقیق‌ها گسترده در مورد باج‌گیری جنسی، فناوری نظارت و استفاده احتمالی از داروهای تغییر دهنده ذهن در عملیات‌های میدانی.
در سال۱۹۵۷، با کمک مالی یک سازمان جلویی سیا، دونالد ایون کامرون از مؤسسه یادبود آلن در مونترال، کبک، کانادا، پروژه فرعی ام‌کی‌اولترا۶۸ را آغاز کرد آزمایش‌های او ابتدا برای «تغییر الگوی» افراد، پاک کردن ذهن و خاطره‌های آن‌ها کاهش دادن آن‌ها به سطح ذهنی یک نوزاد و سپس «بازسازی» شخصیت آن‌ها به روشی که خودش انتخاب می‌کند، طراحی شد. برای رسیدن به این هدف،کامرون بیماران را تا ۸۸روز در کماهای ناشی از دارو قرار داد و شوک‌های الکتریکی ولتاژ بالا را در طول هفته‌ها یا ماه‌ها به آن‌ها وارد کرد و اغلب تا ۳۶۰شوک برای هر نفر اعمال می‌کرد. او سپس آزمایش‌هایی را که «رانندگی روانی» می‌نامید، روی سوژه‌ها انجام می‌داد، جایی که به‌طور مکرر جمله‌های ضبط‌شده‌ای مانند «شما همسر خوبی هستید و مادر هستید و مردم از همراهی با شما لذت می‌برند» را از طریق بلندگوهایی که در تاریکی کار گذاشته بود پخش می‌کرد. کلاه‌های فوتبالی که به سر آزمودنی‌ها بستند (به منظور محرومیت حسی). بیماران کاری جز گوش دادن به این پیام‌ها که ۱۶تا ۲۰ساعت در روز و هفته‌ها در یک زمان پخش می‌شد، نمی‌توانستند انجام دهند. در یک مورد،کامرون فردی را مجبور کرد که به مدت ۱۰۱روز بدون وقفه به یک پیام گوش دهد. کامرون با استفاده از بودجه سیا، اصطبل اسب را در پشت یادبود آلن به یک اتاق انزوا و محرومیت حسی پیچیده تبدیل کرد که در آن بیماران را برای هفته‌ها در یک زمان محبوس نگه می‌داشت. کامرون همچنین با تزریق زیاد انسولین، دو بار در روز، هر بار به مدت دو ماه، در آزمودنی‌هایش کمای انسولین ایجاد کرد.
فریادهای مکرر بیماران که در بیمارستان طنین انداز می‌شد،کامرون یا بسیاری از همکارانش را در تلاش برای تغییر الگوی کامل سوژه‌هایشان منصرف نکرد.

##### نگرانی‌ها
رهبری سیا در مورد این فعالیت‌ها نگرانی‌های جدی داشت، همان‌طور که در گزارش بازرس کل در سال۱۹۵۷ مشهود است، که بیان داشت:
اقدام‌های احتیاطی نه تنها برای محافظت از عملیات در برابر قرار گرفتن در معرض نیروهای دشمن، بلکه برای پنهان کردن این فعالیت‌ها از عموم مردم آمریکا نیز باید اتخاذ شود. آگاهی از اینکه آژانس درگیر فعالیت‌های غیراخلاقی و غیرقانونی است، عواقب جدی در محافل سیاسی و دیپلماتیک خواهد داشت. -۱۹۵۷ گزارش بازرس کل سیا
در سال۱۹۶۳، سیا بسیاری از یافته‌های تحقیق‌ها روان‌شناختی خود را در کتابچه راهنمای بازجویی ضد جاسوسی کوبارک، ترکیب کرد که از تحقیق‌ها ام‌کی‌اولترا و سایر برنامه‌های تحقیق‌های مخفی به عنوان مبنای علمی روش‌های بازجویی خود نام برد.کامرون مرتباً به اطراف ایالات متحده سفر می‌کرد و به پرسنل نظامی در مورد تکنیک‌های خود (سرپوش کردن زندانیان به دلیل محرومیت حسی، انزوای طولانی مدت، تحقیر، و غیره) و اینکه چگونه می‌توان از آنها در بازجویی‌ها استفاده کرد، سفر می‌کرد. گروه‌های شبه‌نظامی آمریکای لاتین که برای سیا و ارتش ایالات متحده کار می‌کردند، آموزش این تکنیک‌های روان‌شناختی را در مکان‌هایی مانند مدرسه قاره آمریکا دریافت کردند. در قرن بیست و یکم، بسیاری از تکنیک‌های شکنجه توسعه‌یافته در تحقیق‌ها ام‌کی‌اولترا و سایر برنامه‌ها در زندان‌های ارتش آمریکا و سیا مانند خلیج گوانتانامو و ابوغریب مورد استفاده قرار گرفتند. پس از نشست‌های کنگره، رسانه‌های خبری عمده عمدتاً بر داستان‌های هیجان انگیز مرتبط با ال اس دی، «کنترل ذهن» و «شستشوی مغزی» تمرکز کردند و به ندرت از کلمه «شکنجه» استفاده کردند. این نشان می‌دهد که محققان سیا، همان‌طور که یکی از نویسنده‌ها بیان می‌کند، به جای گروهی منطقی از مردانی بودند که آزمایشگاه‌های شکنجه و آزمایش‌های پزشکی را در دانشگاه‌های بزرگ ایالات متحده اداره می‌کردند. آنها شکنجه، تجاوز و آزار روانی بزرگسالان و کودکان خردسال را ترتیب داده بودند و بسیاری از آنها را برای همیشه دیوانه کرده بودند.

##### خاموش شدن
فعالیت‌های ام‌کی‌اولترا تا سال ۱۹۷۳ ادامه یافت تا زمانی که ریچارد هلمز، رئیس سیا، از ترس اینکه در معرض دید عموم قرار گیرد، دستور پایان دادن به پروژه و نابودی تمامی پرونده‌ها را داد. اما، یک خطای اداری بسیاری از اسناد را به دفتر اشتباه فرستاده بود، بنابراین زمانی که کارکنان سیا در حال تخریب پرونده‌ها بودند، برخی از آنها باقی ماندند. آنها بعداً تحت درخواست قانون آزادی اطلاعات توسط روزنامه‌نگار تحقیقی جان مارکس آزاد شدند. بسیاری از مردم آمریکا وقتی از آزمایش‌ها مطلع شدند خشمگین شدند و تحقیق‌ها کنگره‌ای متعددی از جمله کمیته کلیسا و کمیسیون راکفلر انجام شد.
در ۲۶ آوریل۱۹۷۶، کمیته کلیسای سنای ایالات متحده گزارشی را منتشر کرد، گزارش نهایی کمیته منتخب برای مطالعه عملیات دولتی با توجه به فعالیت‌های اطلاعاتی، در کتاب اول، فصل هفدهم، ص. ۳۸۹ در این گزارش آمده‌است:
ال‌اس‌دی یکی از مواد آزمایش شده در برنامه ام‌کی‌اولترا بود. مرحله آخر آزمایش ال اس دی شامل اداره مخفیانه افراد غیر داوطلب ناخواسته در محیط‌های عادی زندگی توسط افسرهای مخفی اداره مواد مخدر که برای سیا فعالیت می‌کنند، بود. رویه خاصی به نام «مکدلتا» برای کنترل استفاده از مواد ام‌کی‌اولترا در خارج از کشور ایجاد شد. چنین موادی در موارد متعددی مورد استفاده قرار گرفت. از آنجایی که سوابق ام‌کی‌اولترا از بین رفتند، بازسازی استفاده عملیاتی از مواد ام‌کی‌اولترا توسط سیا در خارج از کشور غیرممکن است. مشخص شده‌است که استفاده از این مواد در خارج از کشور از سال۱۹۵۳ و احتمالاً در اوایل سال۱۹۵۰ آغاز شده‌است. مواد مخدر عمدتاً به عنوان کمکی برای بازجویی‌ها استفاده می‌شد، اما مواد ام‌کی‌اولترا/مکدلتا نیز برای اهداف آزار و اذیت، بی‌اعتبار کردن، یا از کار انداختن استفاده می‌شد.

#### آزمایش بر روی بیماران مبتلا به بیماری روانی
دکتر رابرت هیث از دانشگاه تولین آزمایش‌هایی را بر روی ۴۲بیمار مبتلا به اسکیزوفرنی و زندانیان در ندامتگاه ایالت لوئیزیانا انجام داد. این آزمایش‌ها توسط ارتش ایالت متحده تأمین مالی شد. در مطالعه‌ها، او آنها را با ال‌اس‌دی و بولبوکاپنین دوز کرد و الکترودهایی را در ناحیه سپتوم مغز کاشت تا آن را تحریک کند و خوانش الکتروانسفالوگرافی(EEG) را انجام دهد.
آزمایش‌های مختلفی بر روی افراد مبتلا به اسکیزوفرنی که پایدار بودند انجام شد، آزمایش‌های دیگری بر روی افرادی که اولین دوره روان پریشان را داشتند انجام شد. به آنها متیل فنیدات داده شد تا تأثیر آن را روی ذهنشان ببینند.

#### آزمایش‌های شکنجه
از سال۱۹۶۴ تا۱۹۶۸، ارتش ایالات متحده ۳۸۶۴۸۶دلار به پروفسورهای آلبرت کلیگمن و هربرت دبلیو کوپلان پرداخت تا آزمایش‌هایی را با داروهای تغییردهنده ذهن بر روی ۳۲۰زندانی زندان هلمزبورگ انجام دهند. هدف از این مطالعه تعیین حداقل دوز مؤثر هر دارو برای ناتوانی ۵۰درصد از جمعیت معین بود. کلیگمن و کوپلان در ابتدا ادعا کردند که از اثرات درازمدت سلامتی داروها بر زندانیان بی اطلاع بودند. با این حال، اسناد بعداً نشان داد که چنین نیست.
متخصصان پزشکی داده‌هایی را در مورد استفاده سیا از تکنیک‌های شکنجه بر روی زندانیان در طول جنگ قرن بیست و یکم علیه تروریسم جمع‌آوری و جمع‌آوری کردند تا این تکنیک‌ها را اصلاح کنند، و «برای ارائه پوشش قانونی برای شکنجه، و همچنین برای کمک به توجیه و شکل‌دهی رویه‌ها و سیاست‌های آینده». طبق گزارش پزشکان حقوق بشر در سال۲۰۱۰. در این گزارش آمده‌است: از تحقیق‌ها و آزمایش‌های پزشکی بر روی افراد بازداشت‌شده برای اندازه‌گیری تأثیرات واتربردینگ با حجم زیاد و تنظیم روش بر اساس نتایج استفاده شد. در نتیجه آزمایش‌های واتربردینگ، پزشکان افزودن نمک به آب را توصیه کردند «برای جلوگیری از قرار دادن زندانیان در کما یا کشتن آنها از طریق مصرف بیش از حد مقادیر زیادی آب ساده». آزمایش‌های محرومیت از خواب بر روی بیش از ۱۲زندانی در فواصل۴۸٬۹۶ و ۱۸۰ساعته انجام شد. پزشکان همچنین داده‌هایی را جمع‌آوری کردند که به آنها کمک می‌کرد تا در مورد تأثیرهای عاطفی و فیزیکی این تکنیک‌ها قضاوت کنند تا «سطح درد تجربه شده توسط بازداشت‌شدگان در طول بازجویی را کالیبره کنند» و تعیین کنند که آیا استفاده از انواع خاصی از تکنیک‌ها باعث افزایش «استعداد فرد به درد شدید» می‌شود یا خیر.". در سال۲۰۱۰، سیا این اتهام‌های را رد کرد و ادعا کرد که آنها هرگز آزمایشی انجام نداده‌اند و گفت: "گزارش فقط اشتباه است". با این حال، دولت ایالات متحده هرگز این ادعاها را بررسی نکرد. روانشناسان جیمز میچل و بروس جسن، شرکتی را اداره می‌کردند که ۸۱میلیون دلار توسط سیا پرداخت می‌شد، که طبق گزارش کمیته اطلاعات سنا در مورد شکنجه سیا، «تکنیک‌های بازجویی پیشرفته» مورد استفاده را توسعه داد. در نوامبر۲۰۱۴، انجمن روان‌شناسی آمریکا اعلام کرد که وکیلی را برای تحقیق دربارهٔ ادعاهایی که در توسعه تکنیک‌های بازجویی پیشرفته که شکنجه را تشکیل می‌دهند، همدستی استخدام خواهند کرد.
در آگوست۲۰۱۰، شرکت آمریکایی تولیدکننده سلاح ریتیان تکنالوجیز اعلام کرد که با زندانی در کاستیک، کالیفرنیا، همکاری کرده‌است تا از زندانیان به عنوان سوژه آزمایش برای سیستم انکار فعال خود استفاده کند که «یک پرتو گرمای نامرئی را شلیک می‌کند که می‌تواند درد غیرقابل تحملی ایجاد کند.» این دستگاه که توسط منتقدان آن «پرتو درد» نامیده می‌شود، به دلیل ترس پنتاگون مبنی بر استفاده از آن به عنوان ابزاری برای شکنجه، برای حضور در عراق رد شد.

### تحقیق‌ها دانشگاهی
در سال۱۹۳۹، در خانه یتیمان سربازان آیووا در داونپورت، آیووا، ۲۲کودک مورد آزمایش موسوم به «هیولا» قرار گرفتند. در این آزمایش سعی شد از سوء استفاده روانی برای القای لکنت در کودکانی که به‌طور عادی صحبت می‌کردند استفاده شود. این آزمایش توسط دکتر وندل جانسون، یکی از برجسته‌ترین آسیب شناسان گفتار کشور، به منظور آزمایش یکی از نظریه‌های او در مورد علت لکنت طراحی شد.
در سال۱۹۶۱، در پاسخ به محاکمه نورنبرگ، استنلی میلگرام، روان‌شناس دانشگاه ییل، «مطالعه اطاعت از اقتدار» خود را که به عنوان آزمایش میلگرام نیز شناخته می‌شود، انجام داد تا مشخص کند آیا این امکان وجود دارد که نسل‌کشی نازی‌ها از میلیون‌ها نفر ناشی شده باشد. «فقط به دنبال دستور». آزمایش میلگرام به دلیل استرس هیجانی شدیدی که شرکت کنندگان متحمل شدند، سؤالاتی در مورد اخلاق‌های آزمایش علمی مطرح کرد، که به عنوان بخشی از آزمایش، به آنها گفته شد که شوک الکتریکی را برای افراد مورد آزمایش (که بازیگر بودند و واقعاً شوک الکتریکی دریافت نکرده بودند، اعمال کنند)
در سال۱۹۷۱،فیلیپ زیمباردو، روان‌شناس دانشگاه استنفورد، آزمایش زندان استنفورد را انجام داد که در آن به ۲۴دانشجوی پسر به‌طور تصادفی نقش‌های زندانی و نگهبان در یک زندان ساختگی واقع در زیرزمین ساختمان روان‌شناسی استنفورد اختصاص داده شد. شرکت‌کنندگان با نقش‌های خود فراتر از انتظارهای زیمباردو سازگار شدند و نگهبانان زندان موقعیتی اقتدارگرا از خود نشان می‌دادند و از نظر روانی زندانیانی را که در پذیرش آزار منفعل بودند، آزار می‌دادند. این آزمایش تا حد زیادی با انتقادهایی که به فقدان اصول علمی و گروه کنترل و نگرانی‌های اخلاقی در مورد عدم مداخله زیمباردو در آزار زندانیان بود، بحث‌برانگیز بود.

## تحقیق‌ها فارماکولوژیک
در دانشگاه هاروارد، در اواخر دهه۱۹۴۰، محققان شروع به انجام آزمایش‌هایی کردند که در آن دی‌اتیل استیل‌بسترول، یک استروژن مصنوعی را روی زنان باردار در بیمارستانی یر دانشگاه شیکاگو آزمایش کردند. زنان به‌طور غیرطبیعی تعداد سقط جنین و نوزادان با وزن کم هنگام تولد(LBW) را تجربه کردند. به هیچ‌یک از زنان گفته نشد که روی آنها آزمایش می‌شود.
در سال۱۹۶۲، محققان مرکز کودکان لورل در مریلند، داروهای آزمایشی آکنه را روی کودکان آزمایش کردند. آنها حتی پس از اینکه نیمی از کودکان در اثر داروها دچار آسیب شدید کبدی شدند، آزمایش خود را ادامه دادند.
در سال ۲۰۰۴، دان مارکینگسون، یکی از شرکت‌کنندگان در پژوهش دانشگاه مینه‌سوتا، در حالی که در یک کارآزمایی دارویی تحت حمایت صنعت ثبت‌نام می‌کرد، سه داروی ضدروان‌پریشی غیر معمول مورد تأیید سازمان غذا و دارو آمریکا را مقایسه می‌کرد: سروکل (کوتیاپین)، زیپرکسا (اولانزاپین) و ریسپردالیس (ریسپردال). کارل الیوت، استاد اخلاق زیستی دانشگاه مینه‌سوتا، ضمن نوشتن در مورد شرایط مربوط به مرگ مارکینگسون در این مطالعه، که توسط سازنده سروکوئل آسترازنکا طراحی و تأمین مالی شده بود، خاطرنشان کرد که مارکینگسون برخلاف میل مادرش، مری وایس، در این مطالعه ثبت نام کرده‌است. مجبور شد بین ثبت نام در مطالعه یا التزام غیرارادی به یک مؤسسه روانی دولتی یکی را انتخاب کند. تحقیق‌ها بیشتر نشان داد که توسط روان‌پزشک مارکینگسون، دکتر استفان سی. اولسون، روابط مالی با آسترازنکا، نادیده گرفته شدن و سوگیری در طراحی آزمایشی آسترازنکا و ناکافی بودن حمایت‌های هیئت بررسی نهادی دانشگاه (IRB) برای افراد تحقیق وجود دارد. تحقیق‌ها سازمان غذا و دارو آمریکا در سال ۲۰۰۵ دانشگاه را پاک کرد. با این وجود، جنجال در مورد این پرونده ادامه دارد. مقاله مادر جونز منجر به این شد که گروهی از اعضای هیئت علمی دانشگاه نامه ای عمومی به هیئت رئیسه دانشگاه ارسال کردند و خواستار تحقیق‌ها خارجی در مورد مرگ مارکینگسون شدند.

## آزمایش‌های دیگر

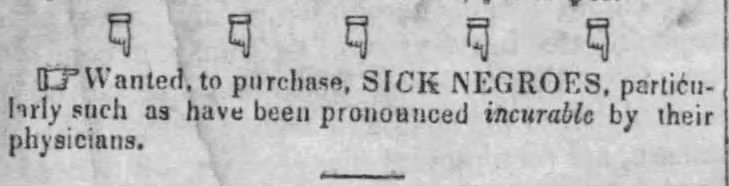
نمونه آزمایش در ان دوره

مجله‌های ۱۸۴۶ والتر اف. جونز از پترزبورگ، ویرجینیا، توضیح می‌دهد که چگونه او آب جوش را بر پشت بردگان برهنه مبتلا به سینه پهلوی تیفوئیدی در فواصل چهار ساعته می‌ریخت، زیرا او فکر می‌کرد که ممکن است با "تحریک مویرگ هاً بیماری "درمان" شود."
در سال ۱۹۴۲، ادوین جوزف کوهن، بیوشیمیدان دانشگاه هاروارد، به عنوان بخشی از آزمایشی که توسط نیروی دریایی ایالات متحده حمایت می‌شد، به ۶۴ زندانی ماساچوست خون گاو تزریق کرد.
در سال۱۹۵۰، محققان بیمارستان شهر کلیولند آزمایش‌هایی را برای مطالعه تغییرات در جریان خون مغزی انجام دادند: آن‌ها به افراد بی‌حسی نخاعی تزریق کردند و سوزن‌هایی را در رگ‌های گردن و شریان‌های بازویی فروکردند تا مقادیر زیادی خون استخراج کنند و پس از از دست دادن خون زیاد که باعث شد. فلج و غش، فشار خون آنها اندازه‌گیری شد. آزمایش اغلب چندین بار بر روی یک موضوع انجام می‌شد.
در یک سری از مطالعه‌هایی که در مجله پزشکی اطفال منتشر شد، محققان دپارتمان اطفال دانشگاه کالیفرنیا آزمایشهایی را بر روی۱۱۳نوزاد در محدوده سنی۱ساعت تا ۳روز انجام دادند که در آن تغییر فشار خون و جریان خون را بررسی کردند. در یکی از مطالعه‌ها، محققان یک کاتتر را از طریق شریان‌های ناف نوزادان و داخل آئورت آنها وارد کردند و سپس پاهای آنها را در آب یخ فرو بردند. در یکی دیگر از تحقیق‌ها، آنها ۵۰نوزاد تازه متولد شده را به تخته ختنه بستند و آنها را وارونه کردند تا تمام خون آنها به سرشان برود.
مطالعه ضدبارداری سن آنتونیو یک مطالعه تحقیق‌های بالینی بود که در سال۱۹۷۱ در مورد عوارض جانبی داروهای ضدبارداری خوراکی منتشر شد. به زنانی که برای جلوگیری از بارداری به کلینیکی در سن آنتونیو، تگزاس مراجعه می‌کردند، گفته نشد که در یک مطالعه تحقیق‌های شرکت می‌کنند یا دارونما دریافت می‌کنند. ۱۰نفر از زنان در حالی که دارونما مصرف می‌کردند باردار شدند.
در طول دهه۲۰۰۰–۲۰۱۰، خون مصنوعی به افراد تحقیق‌های در سراسر ایالات متحده بدون رضایت آنها توسط آزمایشگاه نورثفیلد تزریق شد. تحقیق‌ها بعدی نشان داد که خون مصنوعی باعث افزایش قابل توجهی در خطر حمله قلبی و مرگ می‌شود.
در دهه ۲۰۱۰، فیس بوک با انجام یک آزمایش تحقیق‌های برای دستکاری احساس ۷۰۰۰۰۰ کاربر بدون رضایت آنها، دستورالعمل‌های اخلاقی را زیر پا گذاشت.
در طول آزمایشهای پزشکی نورنبرگ، چند تن از پزشکان و دانشمندان نازی که به دلیل آزمایش انسانی خود محاکمه می‌شدند، برای دفاع از خود به مطالعه غیراخلاقی گذشته انجام شده در ایالات متحده اشاره کردند، یعنی آزمایش مالاریا در شیکاگو که توسط جوزف گلدبرگر انجام شد. تحقیق‌ها بعدی منجر به گزارش توسط اندرو کانوی پیچک شهادت داد که این تحقیق «نمونه ای از تجربه‌های انسانی است که به دلیل انطباق با بالاترین استانداردهای اخلاقی تجربه انسانی ایده ال بودند». محاکمه‌ها به شکل‌گیری قانون نورنبرگ در تلاش برای جلوگیری از چنین سوء استفاده‌هایی کمک کردند.
در یک سند محرمانه انجمن کنسرواتوارهای اروپا به تاریخ ۱۷ آوریل۱۹۴۷ با عنوان آزمایش‌های پزشکی در انسان آمده‌است: «مایل است هیچ سندی منتشر نشود که به آزمایش‌هایی با انسان‌ها اشاره کند که ممکن است واکنش نامطلوبی بر افکار عمومی داشته باشد یا منجر به شکایت‌های قانونی شود. اسنادی که چنین کارهای میدانی را پوشش می‌دهند باید محرمانه طبقه‌بندی شوند.»
در همان زمان خدمت‌های بهداشت عمومی دستور داده شد که شهروندان از تست‌های بمب به شهروندان بگویند که افزایش سرطانها به علت روان رنجوری، و زنان مبتلا به بیماری اشعه، ریزش مو، و پوست سوخته از «سندرم زن خانه‌دار» رنج می‌برند.
در سال۱۹۶۴انجمن جهانی پزشکی گذشت اعلامیه هلسینکی مجموعه ای از اصول اخلاقی برای جامعه پزشکی در مورد تجربه انسانی بود.
در سال ۱۹۶۶، دفتر انستیتوی ملی بهداشت ایالات متحده(NIH)برای حفاظت از موضوع‌های تحقیق های(OPRR) ایجاد شد. سیاست‌های خود را برای حفاظت از افراد انسانی صادر کرد که توصیه می‌کرد نهادهای بازبینی مستقل برای نظارت بر آزمایش‌ها ایجاد شود. اینها بعداً هیئت‌های بازبینی نهادی نامیده شدند.
در سال۱۹۶۹, دادگاه تجدید نظر کنتاکی قاضی سامول استاینفلد مخالفت در استرانک پنجم. استرانک، ۴۴۵ دبلیو ۲د۱۴۵. او اولین پیشنهاد قضایی را مبنی بر اعمال قانون نورنبرگ در رویه قضایی آمریکا ارائه کرد.
در سال ۱۹۷۴، قانون تحقیق‌ها ملی، کمیسیون ملی حفاظت از افراد انسانی را تأسیس کرد. این سازمان موظف شد که خدمات بهداشت عمومی مقرراتی را برای حمایت از حقوق افراد پژوهشی انسانی ارائه کند.
پروژه ام‌کی‌اولترا برای اولین بار درسال۱۹۷۵توسط کنگره ایالات متحده و از طریق تحقیق‌ها کمیته کلیسا و توسط کمیسیون ریاست جمهوری به نام کمیسیون راکفلر مورد توجه عموم قرار گرفت.
در سال ۱۹۷۵، وزارت بهداشت، آموزش و رفاه (DHEW) مقرراتی را ایجاد کرد که شامل توصیه‌های ارائه شده در سیاست‌های NIH در سال ۱۹۶۶ برای حفاظت از افراد انسانی بود. عنوان ۴۵ قانون مقررات فدرال، معروف به «قاعده مشترک»،انتصاب و استفاده از هیئت‌های بازبینی سازمانی (IRBs) را در آزمایش‌هایی با استفاده از افراد انسانی الزامی می‌کند.
در ۱۸ آوریل ۱۹۷۹، به دلیل افشای عمومی آزمایش‌های سیفلیس تاسکگی توسط یک روزنامه‌نگار تحقیقی، وزارت بهداشت، آموزش و رفاه ایالات متحده (که بعداً به بهداشت و خدمات انسانی تغییر نام داد) گزارشی تحت عنوان اصول اخلاقی و دستورالعمل‌های حفاظتی منتشر کرد.کتاب موضوع‌های انسانی پژوهش، نوشته دن هارمز. بسیاری از دستورالعمل‌های مدرن برای تحقیق‌ها پزشکی اخلاقی را ارائه کرد.

در سال۱۹۸۷ دادگاه عالی ایالات متحده در مورد ایالات متحده علیه استنلی،۴۸۳٬۶۶۹ ایالات متحده، که یک سرباز آمریکایی که بدون رضایت او به عنوان بخشی از آزمایش نظامی ال اس دی داده شده بود، نمی‌توانست از ارتش ایالات متحده برای خسارت شکایت کند. استنلی بعداً در سال ۱۹۹۶، دو سال پس از تصویب لایحه ادعاهای خصوصی در واکنش به این پرونده، بیش از ۴۰۰۰۰۰ دلار دریافت کرد. مخالفت با رای اصلی در ایالت متحده.استنلی قاضی ساندرا دی اوکانر اظهار داشت:
هیچ قاعده ای که از نظر قضایی تدوین شده‌است نباید آزمایش غیرارادی و ناآگاهانه انسانی را که ادعا می‌شود در این مورد رخ داده‌است را از مسئولیت محافظت کند. در واقع، همان‌طور که قاضی برنان مشاهده می‌کند، ایالات متحده نقش مهمی در تعقیب کیفری دانشمندان نازی که در طول جنگ جهانی دوم با افراد انسانی آزمایش کردند، ایفا کرد و استانداردهایی که دادگاه نظامی نورنبرگ برای قضاوت دربارهٔ رفتار متهمان ایجاد کرد، بیان می‌کرد که"رضایت داوطلبانه سوژه انسانی برای ارضای مفاهیم اخلاقی، اخلاقی و قانونی کاملاً ضروری است. اگر این اصل نقض شود، کمترین کاری که جامعه می‌تواند انجام دهد این است که ببیند قربانیان، به بهترین شکل ممکن، توسط عاملان غرامت پرداخت می‌شود.
در ۱۵ ژانویه۱۹۹۴، رئیس‌جمهور بیل کلینتون کمیته مشورتی آزمایش تشعشع انسانی(ACHRE) را تشکیل داد. این کمیته برای بررسی و گزارش استفاده از انسان به عنوان آزمودنی در آزمایش مربوط به اثرات پرتوهای یونیزان در تحقیق‌ها با بودجه فدرال ایجاد شد. کمیته تلاش کرد تا علل آزمایش‌ها و دلایلی که نظارت مناسب وجود نداشت را مشخص کند. چندین توصیه برای کمک به جلوگیری از وقوع رویدادهای مشابه در آینده ارائه کرد.
تا سال ۲۰۰۷، حتی یک محقق دولتی ایالات متحده به دلیل آزمایش‌های انسانی تحت پیگرد قانونی قرار نگرفت. غالب قربانیان آزمایش‌های دولت ایالات متحده غرامت دریافت نکرده‌اند یا در بسیاری از موارد تصدیق آنچه با آنها انجام شده‌است، دریافت نکرده‌اند.

### آزمایش‌های تشعشعهای انسانی

#### کتاب‌ها
- کشتن خودمان: فاجعه تجربه آمریکا با تشعشعهای اتمی، نوشته هاروی واسرمن، چاپ دلاکورت،c1992،شابک ‎۹۷۸-۰-۴۴۰-۰۴۵۶۷-۰
- فایل‌های پلوتونیوم: آزمایش‌های پزشکی مخفی آمریکا، اثر آیلین ولسوم، روزنامه دیال، ۱۹۹۹،شابک ‎۹۷۸-۰-۳۸۵-۳۱۴۰۲-۲
- درمان: داستان کسانی که در آزمایش‌های تشعشع سینسیناتی مردند، نوشته مارتا استفنز،انتشارات دانشگاه دوک،c2002، دورهام،NC،شابک ‎۰-۸۲۲۳-۲۸۱۱-۹
- براوو برای مارشالی: بازیابی کنترل در جهان پسا هسته ای و پسااستعماری، نوشته هالی ام. بارکر، وادزورث، ۲۰۰۴.شابک ‎۰-۵۳۴-۶۱۳۲۶-۸شماره استاندارد بین‌المللی کتاب 0-534-61326-8

#### اسناد دولتی
- کمیته مشورتی آزمایش‌های تشعشعهای انسانی (ACHRE) - آرشیو امنیت ملی
- قرار گرفتن در معرض جمعیت آمریکا در معرض امواج رادیواکتیو ناشی از آزمایش‌های تسلیحات هسته‌ای: بررسی پیش‌نویس گزارش CDC-NCI در مورد مطالعه امکان‌سنجی پیامدهای سلامتی جمعیت آمریکا از آزمایش‌های تسلیحات هسته‌ای انجام شده توسط ایالات متحده و سایر کشورها،شورای تحقیق‌ها ملی (ایالات متحده).کمیته بررسی امکان‌سنجی CDC-NCI در مورد پیامدهای سلامتی ناشی از آزمایش‌های سلاح‌های هسته ای،انتشارات آکادمی ملی، ۲۰۰۳شابک ‎۹۷۸-۰-۳۰۹-۰۸۷۱۳-۱

#### مجلات
- "'A Little Touch of Buchenwald': America's Radiation Experiments", Reviews in American History – Volume 28, Number 4, December 2000, pp. 601–606
- دیدگاه رئیس در مورد کار کمیته مشورتی آزمایش‌های تشعشعهای انسانی توسط روث فادن

### آزمایش‌های روانی/شکنجه/بازجویی
- کتابشناسی تحقیق‌ها بازجویی/شکنجه ایالات متحده
- حقیقت، شکنجه و روش آمریکایی، جنیفر هاربوری
- بیدرمن، الف.نیازهای روانی-اجتماعی و رفتار «غیرارادی» که توسط انطباق در بازجویی نشان داده شده است، جامعه سنجی، جلد. ۲۳، شماره ۲ (ژوئن ۱۹۶۰)، صص. ۱۲۰–۱۴۷
- سیا: افشای ذهنی - مجله تایم، دوشنبه، ۱۵ اوت ۱۹۷۷ (بازیابی شده در ۱۸ فوریه ۲۰۱۰)
- منابعی در مورد آزمایش مواد مخدر و آزمایش‌های مربوط به کنترل ذهن توسط دولت ایالات متحده
- خاچادوریان، رفیع (۷ دسامبر ۲۰۱۲) «عملیات دلیریوم»،نیویورکر

### ویدیو
- شهادت قربانی ام‌کی‌اولترا A - 1977 جلسات استماع کنگره ام‌کی‌اولترا
- شهادت قربانی ام‌کی‌اولترا B – 1977 جلسات استماع کنگره ام‌کی‌اولترا
- شهادت قربانی ام‌کی‌اولترا C - 1977 جلسات استماع کنگره ام‌کی‌اولترا
- پرزیدنت کلینتون بابت آزمایش‌های پرتوهای انسانی عذرخواهی کرد
- متن کامل عذرخواهی کلینتون برای آزمایش‌های تشعشعهای انسانی
- پزشکان برای حقوق بشر،سیا را به انجام آزمایش‌های غیرقانونی انسانی متهم می‌کند - گزارش تصویری توسط Democracy Now!
- تاریخ تاریک آزمایش‌های پزشکی از نازی‌ها تا توسکگی تا پورتوریکو – گزارش تصویری توسط Democracy Now!